# Gymnommopsis haywardi
Gymnommopsis haywardi är en tvåvingeart som först beskrevs av Blanchard 1943.  Gymnommopsis haywardi ingår i släktet Gymnommopsis och familjen parasitflugor. Inga underarter finns listade i Catalogue of Life.